# Chang av Goryeo
Chang av Goryeo, född 1380, död 1389, var en koreansk monark. Han var kung av Korea mellan 1388 och 1389. 